# تیلبری یاکستا کلیر
تیلبری یاکستا کلیر (به انگلیسی: Tilbury Juxta Clare) یک روستا و محله مدنی در بریتانیا است که در برینتری واقع شده‌است. تیلبری یاکستا کلیر ۲۰۵ نفر جمعیت دارد.